# Ayelech Worku
Ayelech Worku (née le 12 juin 1979 à Arsi) est une athlète éthiopienne spécialiste du 5 000 mètres.

## Éléments biographiques
Elle est née en 1979 dans la zone d'Arsi, au centre de la région d'Oromia et de l'Éthiopie
Elle commence la compétition très jeune, et, encore adolescente, elle remporte la médaille d'argent au 5 000 mètres aux Jeux panafricains de 1995. L'année suivante, en 1996, elle gagne l'épreuve des Championnats du monde juniors d'athlétisme de 1996. Sélectionnée pour les Jeux olympiques d'Atlanta, elle termine douzième dans la finale du 5 000 mètres, meilleure athlète éthiopienne dans cette épreuve. Elle participe ensuite à ses premiers Championnats du monde d'athlétisme, et termine là encore douzième au 5 000 mètres. Elle remporte la médaille de bronze du 5 000 m aux Championnats du monde 1999, et s'impose par ailleurs lors des Jeux africains de 1999. Toujours sur 5 000 m, elle est troisième aux championnats du monde d'athlétisme 2001, la première, la russe Olga Iegorova ayant été contrôlée positive à l'EPO, suspendue, puis réhabilitée à cause d'un vice de procédure. Ayelech Worku refuse de ne se montrer sur le podium aux côtés d'Olga Iegorova, un renoncement sans précédent dans l'histoire des championnats du monde, dû, selon son manager à un contretemps. Son record personnel sur la distance est de 14 min 41 s 23, établi le 5 août 2000 lors du Meeting de Londres. 
En parallèle, elle s'attelle à la course de fond, sur d'autres distances et d'autres terrains que la piste. Elle remporte la médaille de bronze junior aux Championnats du monde de cross-country 1997, et participe à la médaille d'argent par équipe obtenue par l'Éthiopie en 1998, puis à l'or par équipe aux Championnats du monde de cross-country de l'IAAF 1999 puis de 2000. 
Se spécialisant durant les années 2000 dans les courses sur route,et ayant par ailleurs un emploi de policière à Addis-Abeba, elle remporte l'édition 2007 du Marathon de Hambourg,.

## Palmarès
| Année | Compétition           | Lieu          | Place | Épreuve |
| ----- | --------------------- | ------------- | ----- | ------- |
| 1995  | Jeux africains        | Harare        | 2e    | 5 000 m |
| 1996  | Jeux olympiques       | Atlanta       | 12e   | 5 000 m |
| 1997  | Championnats du monde | Athènes       | 12e   | 5 000 m |
| 1999  | Championnats du monde | Séville       | 3e    | 5 000 m |
| 1999  | Jeux africains        | Johannesbourg | 1re   | 5 000 m |
| 2000  | Jeux olympiques       | Sydney        | 4e    | 5 000 m |
| 2001  | Championnats du monde | Edmonton      | 3e    | 5 000 m |